# La Sala (l'Esquirol)
La Sala és una masia de l'Esquirol (Osona) inclosa a l'Inventari del Patrimoni Arquitectònic de Catalunya.

## Descripció
Masia de planta rectangular (20 x 11), coberta a dues vessants i amb el carener paral·lel a la façana, situada a migdia. Està adossada parcialment al pendent del terreny per la façana Nord i presenta una bonica lliça al voltant de la qual es distribueixen, pel sector Oest un cobert i pel sector Est una edificació adossada a la masia, que és la casa dels amos. Consta de planta, pis i golfes. Totes les obertures són amb emmarcaments de gres. La façana principal presenta un cos de porxos amb dos pilars centrals, a la planta baixa hi ha un portal rectangular datat (indesxifrable) i dues finestres laterals amb forjat (corts); al primer pis, el porxo, que està tapiat amb totxo exceptuant el sector central (entre els dos pilars), presenta barana de fusta i un portal datat. A les golfes, que en aquesta façana tenen els murs de tàpia, hi ha dues finestretes. La façana Oest, adossada al pendent, presenta un portal rectangular amb llinda de roure i cinc finestres al primer pis i, a les golfes, una finestra i un balcó. La façana Nord presenta diverses obertures, dues de les quals estan datades (1762 i 1792). La façana Est presenta una part utilitzada pels amos, la casa dels quals continua fins al final de la lliça.

## Història
Masia que pertany al terme de Sant Martí Sescorts, vinculat religiosament a Manlleu i civilment a la senyoria del Cabrerès. La seva demarcació forma part de la batllia del Cabrerès des del segle xv. Ara bé, la parròquia de Sant Martí Sescorts no es refon definitivament amb el municipi de l'Esquirol fins al 1824, quan el Consell de Castella va denegar l'existència de les "Masies de Santa Maria de Corcó", que havia funcionat entre el 1814 i el 1824 amb la capitalitat a Sant Martí Sescorts.